# Antimoon

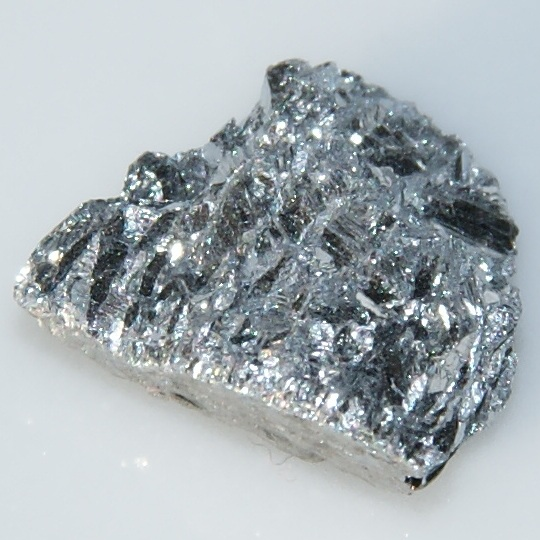
Antimoon kristal

Antimoon, ook antimonium of stibium geheten, is een scheikundig element met symbool Sb en atoomnummer 51. Het is een zilvergrijs metalloïde.

## Ontdekking
Aanvankelijk was het niet het element antimoon zelf dat men met deze naam aanduidde, maar het mineraal stibniet: antimoon-sulfide. Als element werd het niet herkend. Reeds lange tijd daarvoor werden antimoonverbindingen voor uiteenlopende doeleinden gebruikt. Onder andere als medicijn (braakmiddel) en voor cosmetica om de huid zwart te kleuren.
De namen antimoon en stibium worden beide teruggevoerd op het Egyptisch, waarbij "antimoon" vanaf het Grieks vermoedelijk een route via het Arabisch en het Latijn heeft gevolgd.

## Toepassingen
Antimoon wordt veel gebruikt in de halfgeleiderindustrie bij de productie van dioden, infrarood-detectors en hallsensoren.
In legeringen levert antimoon een grote bijdrage in de hardheid en sterkte van lood en tin.
Sinds omstreeks 1450 tot op heden worden met dergelijke legeringen loden letters gegoten, voor drukwerk. In tegenstelling tot de meeste andere metalen zet antimoon bij afkoeling uit. Het antimoongehalte in een legering kan zo ingesteld worden dat het gietstuk bij het afkoelen niet krimpt of zelfs iets uitzet. Hierdoor drukt het metaal zich bij het afkoelen in alle hoeken van de matrijs, zodat ook bij ingewikkelde vormen gietgallen worden voorkomen. De loden letters solderen niet aan hun koperen matrijs vast en breken niet af.
Bij de afkoeling van deze legeringen worden antimoonkristallen gevormd, deze zorgen voor een aanzienlijke toename van de hardheid en de duurzaamheid van het metaal. Om deze reden wordt antimoon dan ook veel gebruikt in loodbatterijen en loden kogels. Andere toepassingen zijn:
- Kleine wapens en lichtspoorkogels.
- Sommige verbindingen zoals oxiden en sulfaten van antimoon worden gebruikt in brandvaste materialen en brandvertragers.
- Antimoonverbindingen worden om de brandwerende eigenschappen ook gebruikt in kinderkleding, speelgoed en bekleding van autostoelen.
- Het pigment Napels geel is een antimoonverbinding.

## Opmerkelijke eigenschappen
In de elementaire vorm is antimoon een zilverwitte, brosse en breekbare kristallijne vaste stof met slechte elektrische en thermische geleidbaarheid. Fysisch deelt metalloïde antimoon veel eigenschappen met metalen, maar chemisch gezien is het duidelijk anders. Antimoon reageert heftig met oxiderende zuren en halogenen. In een vlamtest geeft het een wit-lichtgroene vlam.

## Verschijning en productie
In vrije vorm komt antimoon in de natuur niet voor. Er zijn echter wel ruim honderd antimoon bevattende mineralen bekend, zoals stibniet.
De Volksrepubliek China is met een aandeel van ongeveer 90% de grootste producent van antimoon ter wereld. In 2010 heeft de Chinese regering veel illegale mijnen gesloten vanwege onveilige werksituaties en om milieuvervuiling tegen te gaan. Met deze actie werd ongeveer een-derde van de productiecapaciteit gesloten. De prijs van antimoon op de wereldmarkt is mede daardoor gestegen tot USD 13.000 per ton in januari 2011; een verdubbeling in één jaar tijd.
Andere producenten zijn Bolivia, Zuid-Afrika en Tadzjikistan met aandelen van respectievelijk 2,2% (3881 ton), 2% (3500 ton) en 2% in 2007. In Europa is de grootste producent van antimoon het aan de AEX genoteerde AMG Critical Materials.

## Isotopen
| Stabielste isotopen | Stabielste isotopen | Stabielste isotopen      | Stabielste isotopen      | Stabielste isotopen      | Stabielste isotopen      |
| Iso                 | RA (%)              | Halveringstijd           | VV                       | VE (MeV)                 | VP                       |
| ------------------- | ------------------- | ------------------------ | ------------------------ | ------------------------ | ------------------------ |
| 119Sb               | syn                 | 38,19 u                  | EV                       | 0,594                    | 119Sn                    |
| 120Sb               | syn                 | 5,76 d                   | EV                       | 2,681                    | 120Sn                    |
| 121Sb               | 57,21               | stabiel met 70 neutronen | stabiel met 70 neutronen | stabiel met 70 neutronen | stabiel met 70 neutronen |
| 122Sb               | syn                 | 2,7238 d                 | β− EV                    | 1,979 1,620              | 122Te 122Sn              |
| 123Sb               | 42,79               | stabiel met 72 neutronen | stabiel met 72 neutronen | stabiel met 72 neutronen | stabiel met 72 neutronen |
| 124Sb               | syn                 | 60,20 d                  | β−                       | 2,905                    | 124Te                    |
| 125Sb               | syn                 | 2,7582 j                 | β−                       | 0,767                    | 125Te                    |

Op aarde komen er twee stabiele antimoonisotopen (antimoon-121 en -123) voor in ongeveer gelijke verhouding. Daarnaast is er een aantal relatief kortlevende radioactieve isotopen bekend.

## Toxicologie en veiligheid
Veel antimoonverbindingen zijn zeer giftig. De symptomen van antimoonvergiftiging lijken op die van arseenvergiftiging.
Voor drinkwater heeft de EU een limiet van 5 μg per liter gesteld.
Stikstof ·
Fosfor ·
Arseen ·
Antimoon ·
Bismut ·
Moscovium